# Juozas Baranauskas
Juozas Gediminas Baranauskas (30 de março de 1935 - 2 de julho de 2021) foi um âncora de TV lituano, político e ex-membro do Seimas.

## Biografia
Baranauskas nasceu em Kaunas, Lituânia, em 30 de março de 1935. Em 1954, ele começou seus estudos na Faculdade de Direito da Universidade de Vilnius. No segundo ano de estudos, Baranauskas venceu o concurso para se tornar locutor de rádio nacional.
Em 1957, Baranauskas venceu o concurso para se tornar o primeiro locutor de TV na estação de TV nacional recém-criada. Junto com Gražina Bigelytė, ele apareceu na primeira transmissão nacional em 30 de abril de 1957. Na época, havia apenas 32 aparelhos de TV em SSR da Lituânia para receber a transmissão, embora o número tenha aumentado para mais de 1.500 no final de 1957. Baranauskas trabalhou para a emissora nacional por quase 40 anos.
Baranauskas era membro do Partido Comunista da Lituânia. Após a independência, juntou-se às fileiras do Partido Democrático Trabalhista da Lituânia (LDDP) e, nas eleições de 1992, foi eleito membro do Sexto Seimas no círculo eleitoral de Akmenė - Joniškis (39).
Morreu em 2 de julho de 2021, aos 86 anos.